# Jaap Gelok
E.J. (Jaap) Gelok (Middelburg, 15 juli 1951) is een Nederlands politicus van de PvdA.
Hij begon in 1972 zijn carrière in het onderwijs op een school in Hoedekenskerke maar rolde later in de politiek. In 1994 werd hij wethouder van de toenmalige gemeente Valkenisse. Toen die gemeente op 1 januari 1997 was opgegaan in Veere werd hij daar wethouder. In 1999 volgde zijn benoeming tot burgemeester van de Zuid-Hollandse gemeente Strijen maar drie jaar later keerde hij terug naar Zeeland als burgemeester van Borsele. Begin 2017 werd bekend dat hij in mei van dat jaar met pensioen wil. Gerben Dijksterhuis is per 15 juni benoemd als zijn opvolger.
- Virtual International Authority File: 5528148037712088350000
- WorldCat: E39PBJcwyWg8YBk36bkg97fg8C